# Moisés Ramírez
Wellington Moisés Ramírez Preciado (Guayaquil, 9 de setembro de 2000) é um futebolista equatoriano que atua como goleiro. Atualmente joga pelo Independiente del Valle.

## Carreira

### Independiente Del Valle
Natural de Guayaquil, Moisés Ramírez iniciou sua trajetória esportiva na Academia Alfaro Moreno. Depois, passou pelo Torreros FC de 2012 a 2015, uma filial do Barcelona de Guayaquil, antes de chegar ao Independiente del Valle em 2016. Sua estreia pelo clube equatoriano deu-se na temporada de 2018, promovido pelo técnico Ismael Rescalvo. Atuou em mais sete partidas nesse ano.
Foi campeão da Copa Sul-Americana de 2022 após bater o São Paulo por 2–0 em 1 de outubro. Ramírez foi um dos destaques do time equatoriano na conquista, onde foi selecionado para o time do torneio.
Em 11 de fevereiro de 2023, venceu a Supercopa do Equador ao bater o Aucas por 3–0. 17 dias depois, Ramírez defendeu o primeiro pênalti cobrado por De Arrascaeta na Recopa Sul-Americana e ajudou o Del Valle a garantir o título ante o Flamengo no Maracanã por 5–4 nas penalidades após empate no tempo normal em 1–1.
Em 23 de dezembro de 2023, acabou falhando no gol da LDU que igualou o jogo em 1 –1 na final da Campeonato Equatoriano e levou para os pênaltis, onde o time de Quito sagrou-se campeão por 3–0.

### Real Sociedad
Em 30 de janeiro de 2019, Jorge Célico, técnico da Seleção Sub-20 do Equador, confirmou que Ramírez havia sido vendido no dia anterior ao clube espanhol Real Sociedad. O clube anunciou a confirmação do negócio, com Ramírez ficando emprestado até 30 de junho do mesmo ano.
Seu contrato de empréstimo venceria em 30 de junho do mesmo ano, mas acabou sendo prorrogado até o final do ano. Contudo, Ramírez não conseguiu convencer no clube e acabou retornando ao Independiente ao final do período, sem atuar pelo time principal, apenas pelo time B, onde disputou 14 partidas.

## Seleção Equatoriana

### Sub-17
Ramírez disputou o Campeonato Sul-Americano sub-17 de 2017, como titular. Em novembro do mesmo ano fez parte do elenco que ganhou a medalha de prata nos Jogos Bolivarianos em Santa Marta, tendo perdido para a Colômbia nas penalidades por 5–3 após empate de 2–2 no tempo regulamentar.

### Sub-20
Integrou o elenco campeão da Campeonato Sul-Americano de 2019, sendo o primeiro título do Equador na competição.
Também foi um dos convocados para representar o Equador na Copa do Mundo Sub-20 na Polônia, onde faturou o terceiro lugar da competição ao vencer a Itália por 1–0, com Ramírez defendendo um pênalti no tempo normal.

### Sub-23
No início de 2020 foi um dos convocados para o Torneio Pré-Olímpico de 2020, buscando uma vaga nos Jogos Olímpicos de Tóquio.

### Principal
Ramírez fez sua estreia pela Seleção Principal em 9 de outubro de 2021, na vitória por 3–0 sobre a Bolívia na 11ª rodada das Eliminatórias para a Copa do Mundo de 2022. Em novembro de 2022, figurou na lista de 26 convocados por Gustavo Alfaro para a Copa do Mundo de 2022, no Catar.

## Estilo de jogo
Ramírez destaca-se pela habilidade de jogar com os pés.

## Títulos

### Independiente del Valle
- Campeonato Equatoriano: 2021
- Copa do Equador: 2022
- Supercopa do Equador: 2023
- Copa Sul-Americana: 2022
- Recopa Sul-Americana: 2023

### Seleção Equatoriana

#### Sub-17
- Prata nos Jogos Bolivarianos de 2017

#### Sub-20
- Campeonato Sul-Americano Sub-20: 2019

### Prêmios individuais
- Seleção da Copa Sul-Americana de 2022